# Dohra (Star Trek: Vesmírná loď Voyager)
Dohra (v anglickém originále Endgame) je závěrečná dvojdílná epizoda poslední sezóny seriálu Star Trek: Vesmírná loď Voyager. Celý seriál líčí putování kosmické lodi Voyager vzdálenými částmi galaxie domů k Zemi; v epizodě před Dohrou je ještě mnoho let vzdálena od svého cíle. V poslední epizodě se Kathryn Janewayová deset let po návratu Voyageru na Zemi vydá zpět do minulosti, aby jeho návrat urychlila.

## Příběh
V roce 2404 se na Zemi oslavuje desáté výročí od návratu Voyageru, který v po cestě dlouhé 23 let, jež začala v epizodě Ochránce, roce 2394 dorazil na Zemi pod velením kapitána Kathryn Janewayové. Ta nyní má hodnost admirála, Doktor se oženil a říká si Joe. Naomi Wildmanová má dceru a B'Elanna Torresová je provdána za Toma Parise. Jejich dcera Miral Paris dohodla Janewayové schůzku s klingonským vědcem Korathem; ten má předat Janewayové jakýsi přístroj, ale požaduje za něj větší protislužbu, než jak zněla původní dohoda. Admirál Janewayová proto přístroj ukradne a otevře jím trhlinu v časoprostoru.
Tak se se svým raketoplánem ocitne v delta kvadrantu v roce 2378 blízko Voyageru krátce poté, co Voyager proletěl kolem mlhoviny plné červích děr. Ty představovaly mimořádnou naději uspíšit návrat na Zemi, ovšem nebylo možno je použít, protože mlhovina byla plná borgských krychlí.
Admirál Janewayová se tak setká se svým mladší já, kapitánem Voyageru, a sděluje jí, že přiletěla uspíšit návrat Voyageru: s technologií z roku 2404 se Voyager dokáže Borgům ubránit. Kapitán Janewayová souhlasí, vyzbrojí loď moderními zbraněmi a vletí do mlhoviny. Borgům se skutečně ubrání, ale odhalí, že mlhovina slouží Borgům jako transwarpový uzel, který jim umožňuje teleportovat lodě na obrovskou vzdálenost. Zničením uzlu by byly mnohé rasy zachráněny před asimilací Borgy.
Kapitán Janewayová mlhovinu opustí a je na své starší já rozzlobená, že jí to zatajila, aby s plánem souhlasila. Dojde mezi nimi k ostrému konfliktu, kdy mladší Janewayová nechce věřit, že by s věkem opustila své ideály o nezištné pomoci druhým, zatímco starší na ni naléhá, aby neopakovala svoji chybu z prvního dílu seriálu, kdy dala přednost ochraně cizí rasy před možností vrátit se domů. Také apeluje na Kathryn sdělením, že pod jejím velením mnoho členů posádky, včetně Sedmé z devíti, cestou domů zahynulo a že se to stane znovu, pokud Voyager nevyužije transwarpový uzel.
Všichni důstojníci postaví za kapitána a jsou ochotni raději zničit uzel. Zklamaná starší Janewayová však nalezne řešení, které má šanci dosáhnout obojího: zničit transwarpový uzel i dostat Voyager domů. Nechá si vstříknout neurolytický patogen a odlétá v raketoplánu, který zamaskuje a snaží se s borgskou královnou vyjednávat. Ta ale raketoplán odhalí a Janewayovou asimiluje.
Přesně to ovšem měla starší Kathryn v plánu a látka z její krve způsobí naprostou zkázu v borgském komplexu. Díky tomu se Voyager dostane do uzlu a nalezne skrze něj cestu k Zemi. Jedna z borgských koulí jej pronásleduje, ale Voyager se nechá zajmout a rozstřílí ji zevnitř.
Na Zemi Voyager dojatě vítá admirál Paris a jeho syn Tom se právě dozvídá, že se mu v ošetřovně Voyageru narodila dcera Miral.